# パーカー (衣類)

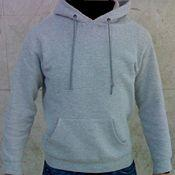
グレーのパーカー

パーカー、パーカ（英: hoodie）は首の根元に頭を覆うフードが付いている衣類の日本における総称。日本語の表記揺れについては#「パーカー」か「パーカ」かを参照。本項では以下、原則として「パーカー」表記を行う。
日本でいうところのパーカー同様にフードがついている衣類を、英語圏ではフーディー、フーディ（hoodie、hoody）と総称し、そのうちのスウェットシャツにフードがついたものはフーディドスウェットシャツ（hooded sweatshirt）と呼ぶ。
英語圏においてもparkaと呼称するフード付きの衣類は存在しているが、日本のパーカーとはやや意味合いが異なっている。

## 概要
英語圏のParkaは防寒着や防水性のある合羽、レインコートを指し、フーディーはスウェットシャツにフードが付いた衣類を指す。
日本においては、フード付きの上着や防寒着を総称してパーカーと呼ぶと共に、上着や防寒着を問わずにフード付きの衣類全般を指す言葉としてパーカーの語が用いられている。日本においては英語圏でフーディーと呼ばれる衣類もパーカーと呼んでいることが多く、パーカーとフーディーに違いはない。

## 語源と由来
Parkaはイヌイットが着用するフード付きの防寒着を指す。アザラシやトナカイの毛皮などを使用した防寒性を重視した衣類である。
Parkaが日本において「パーカー」として定着した理由についてははっきりしない。
第二次世界大戦後にアメリカ合衆国からアノラックと呼ばれる頭巾のついた毛皮や毛織物などで作った防寒上着が実物と共に日本に入ってきた。また、アメリカ合衆国においてアノラックと同じ防寒着でParkaと呼ばれるものも存在しており、Parkaは上述のようにイヌイットの衣類を真似して作ったものであった。
飯間浩明は推測と断った上で、「パーカー」というのは万年筆などの同名ブランドがあったり、人名として使われる例も多いため、日本人にとって発音しやすく、記憶の負担にならない、より楽な方へと変化していったのではないかと述べている。また、「フーディー」の語は1980年代に使われるようになった。

### 「パーカー」か「パーカ」か
日本ではパーカーという場合とパーカという場合がある。これは表記ゆれといわれているものである。その他の表記ゆれとしてはニッポンとニホン(日本)、タイアとタイヤとタイヤー(英語ではタイアだが日本ではタイヤが一般的)、ファーストフードとファストフード(英語ではファーストフード、米語ではファストフード)、ジャンパーとジャンバー(語源はジャンパーだが日本語では戦前からジャンバーともいう)などがある。
『広辞苑』（岩波書店）第七版では「パーカ」が見出し語で「パーカー」は別名。『三省堂国語辞典』（三省堂）第七版では「パーカ・パーカー」と併記。『記者ハンドブック 新聞用字用語集』（共同通信社）第13版（2016年）では「パーカ」、日本新聞協会に属する新聞各社の用語集も横並びで「パーカ」が見出し語となっている。
無印良品の商品名は「パーカー」で統一されており、ユニクロの商品名は「パーカ」である。
NHKは「パーカ」を使用していたが、2014年6月開催の放送用語委員会会合で「パーカー」と発音、標記することが一般的であると変更が提案され、2015年2月開催の同委員会で変更が決定され、『NHK日本語発音アクセント辞典』（日本放送出版協会）2016年発行版から「パーカー」で記載されている。

## パーカーの種類
日本におけるパーカーの主な種類を以下に挙げる。
ジップアップパーカー
パーカーの前面にジッパーが付いたもの。
ジッパーが胸のあたりまでの長さで付いている、ハーフジップタイプもある。
プルオーバーパーカー
前面にジッパーが付いておらず、頭から被って着用するタイプのパーカー。
ハイネックパーカー
首の部分まで襟が立っているパーカー。
ジップアップタイプとプルオーバータイプのどちらもある。
ラッシュパーカー
海やプールサイドで、水着の上から着るパーカー。ラッシュガードと違って着用したまま水中（海中）に入ることは想定されていない。
スウェットパーカー
スウェット生地で作られたパーカー。
カットソーパーカー
カットソー生地で作られたパーカー。
フリースパーカー
フリース生地で作られたパーカー。
ニットパーカー
ニット生地で作られたパーカー。
段ボールのような構造のニット生地を使用したダンボールニットパーカーもある。
マウンテンパーカー
アウトドアで着用することを想定し、耐久性、保温性、防風性などを考慮したパーカー。急な雨に対応できるよう撥水性、防水性を備えたものもある。
ダウンパーカー
ダウンジャケットのように羽毛を詰め物として使ったパーカー。